# 투첼로스
투첼로스(영어: 2CELLOS)는 크로아티아의 첼로 연주자 음악 그룹이다. 2011년 결성 이후 정규 음반 3장을 냈으며 AC/DC, 마이클 잭슨, 스팅, U2, 건스 앤 로지스, 너바나, 나인 인치 네일스, 콜드플레이, 뮤즈, 킹스 오브 리언 등의 음악을 첼로 연주로 편곡해 인기를 끌었다.
2011년 6월부터 엘튼 존의 순회 공연에 참여했으며, 《글리》(Glee) 시즌 3에 출연해 〈Smooth Criminal〉을 연주하기도 했다.

## 정규 음반
- 2Cellos (2011)
- In2ition (2013)
- Celloverse (2015)
- Score (2017)

## 수상
- 2014년 제28회 일본 골드 디스크 대상 올해의 기악 음반 부문[2]
- 2014년 제28회 일본 골드 디스크 대상 올해의 노래 - 다운로드 부문[3]

## 주해
1. ↑  에피소드 11 〈Michael〉